# Jenny Kemp
Jenny Kemp (Estados Unidos, 28 de mayo de 1955) es una nadadora estadounidense retirada especializada en pruebas de estilo libre, donde consiguió ser campeona olímpica en 1972 en los 4x100 metros estilo libre.

## Carrera deportiva
En los Juegos Olímpicos de Múnich 1972 ganó la medalla de oro en los 4x100 metros estilo libre, con un tiempo de 3:55.19 segundos, por delante de Alemania Oriental (plata) y Alemania Occidental (bronce), siendo sus compañeras de equipo: Shirley Babashoff, Jane Barkman y Sandy Neilson.